# Base antarctique Rothera
La station Rothera est la plus grande base en antarctique du Royaume-Uni située sur l'île Adélaïde de la péninsule Antarctique. La station est à la fois un centre de recherche et une base logistique pour le soutien des opérations britanniques sur le continent.

## Histoire
La base est installée en 1975 et gérée par le British Antarctic Survey. Les premières femmes y arrivent à la fin des années 1990.

## Infrastructure
La station Rothera dispose d'un laboratoire, de bureaux, d'atelier, d'une piste d'atterrissage d'une longueur de 900 m, d'un hangar à avion accueillant 5 avions, une tour de contrôle pour l'aviation, ainsi que d'un quai en pierre concassée

## Météo
Les températures estivales sont généralement comprises entre 0 et +5°C, et en hiver entre –5°C et –20°C, mais diverses raisons liées à sa position, dont la proximité de la mer, font que les températures peuvent varier considérablement à tout moment de l'année.
Les vents dominants sont du nord, atteignant la force d'une tempête environ 70 jours par an. 
Bien qu'il puisse neiger à tout moment de l'année, ces dernières années, les principales chutes de neige ont lieu à la fin de l'hiver. Il pleut occasionnellement à Rothera.
Comme la station se trouve juste au sud du cercle Antarctique, il y fait jour 24 heures sur 24 en été et, pendant quelques semaines en hiver, le soleil ne se lève jamais

## Activités
Elle accueille une centaine d'occupants durant l'été austral et une vingtaine durant l'hiver. Ils étudient la faune et la flore locales, ainsi que l'évolution de la calotte glaciaire.